# Philoctetes
Trong thần thoại Hy Lạp, Philoctetes (cũng gọi là Philoktêtês hay Philocthetes, Φιλοκτήτης) là con trai của vua Poeas của Meliboea ở Thessaly. Ông là một vị anh hùng Hy Lạp, là một cung thủ nổi tiếng, người tham gia chiến tranh thành Troia. Ông là nhân vật chính trong ít nhất hai vở kịch của Sophocles, một vở của Aeschylus và một vở của Euripides. Tuy nhiên chỉ có vở của Sophocles là còn tồn tại còn các vở kịch khác thì thất lạc. Ông cũng được nhắc đến trong trường ca Iliad của Homer; mô tả cuộc trốn thoát khỏi đảo Lemnos, vết thương do bị rắn cắn, và người Hy Lạp gọi lại cho cuộc chiến tranh Trojan. Sự trở về của Philoctetes được kể trong trường ca đã bị thất lạc Tiểu Iliad.